# Сибирска воденкртица
Сибирска воденкртица (лат. Desmana moschata) је сисар из реда Soricomorpha и породице кртица (Talpidae). 

## Распрострањење
Ареал врсте је ограничен на мањи број држава. Врста има станиште у Русији, Украјини и Казахстану. Изумрла је у Белорусији.

## Станиште
Станишта врсте су шуме, екосистеми ниских трава и шумски екосистеми, језера и језерски екосистеми, речни екосистеми и слатководна подручја.

## Угроженост
Ова врста се сматра рањивом у погледу угрожености врсте од изумирања.